# Proyecto A119

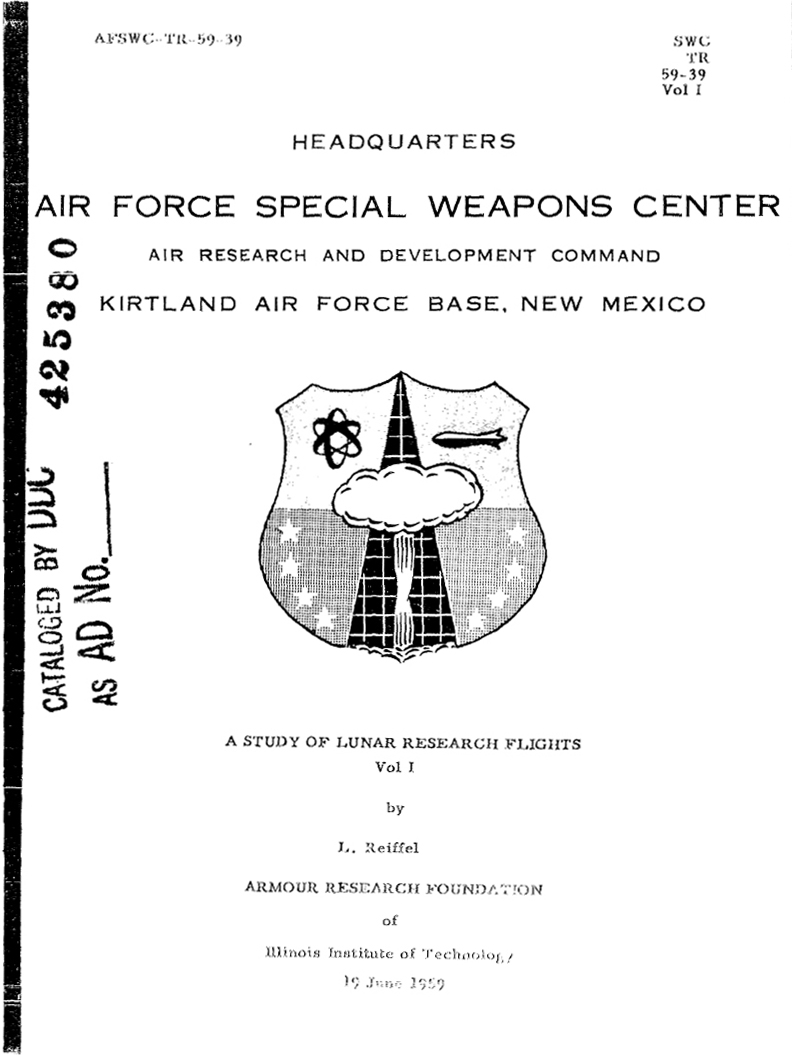
Cubierta del primer volumen del «A Study of Lunar Research Flights»

El Proyecto A119 o «Estudio sobre los vuelos científicos a la Luna» fue un plan altamente secreto desarrollado en 1958 por la Fuerza Aérea de los Estados Unidos con la intención de hacer detonar una bomba nuclear sobre la superficie lunar. Se presume que la finalidad de dicho estudio, era demostrar la superioridad de los Estados Unidos en relación con la Unión Soviética, y el resto del mundo durante la Guerra Fría. Todos los detalles sobre el estudio fueron entregados por el Dr. Leonard Reiffel, que lideró el proyecto en 1958, desde una fundación investigadora financiada por el Ejército de los Estados Unidos. Carl Sagan integró el equipo responsable de la investigación de los efectos teóricos de una explosión nuclear a un bajo nivel de gravedad. Sagan acabó revelando su participación en el plan en 1959.
El «Proyecto A119» nunca se llevó a cabo, probablemente porque la llegada del hombre a la Luna iba a conseguir una mejor acogida por parte de la población estadounidense. Los documentos permanecieron secretos durante unos cuarenta y cinco años. A pesar de la revelación de los archivos a comienzos de la década del 2000, el Gobierno de los Estados Unidos nunca ha reconocido oficialmente su participación en la investigación.

## Antecedentes
En plena Guerra Fría en el año 1957, la Unión Soviética tomó la delantera en la carrera espacial al lanzar el 4 de octubre de 1957 el Sputnik 1, el primer artefacto humano en alcanzar el espacio y orbitar el planeta. El lanzamiento sorpresa del objeto, combinado con el fracaso resonante de las primeras tentativas estadounidenses de colocar un satélite artificial en órbita, fue un problema para los Estados Unidos. Intentando recuperar el terreno perdido, el país lanzó una serie de nuevos proyectos y estudios, que acabarían dando origen al lanzamiento del Explorer I y la creación de la NASA y la DARPA en 1958, entre otros.

## Objetivos
El programa consistía en hacer detonar una bomba atómica, de una potencia similar a la que fue lanzada sobre la ciudad japonesa de Hiroshima en el año 1945 sobre el limbo lunar, cuando nuestro satélite presentara la fase de plenilunio. De esta forma, el hongo nuclear estaría iluminado por el Sol y su visión sería aún más terrorífica. Con ello se pretendía conseguir, mediante el efecto propagandístico, recuperar la moral del pueblo estadounidense que cayó en picada tras el salto espacial de los soviéticos.